# Japan Aerospace Exploration Agency

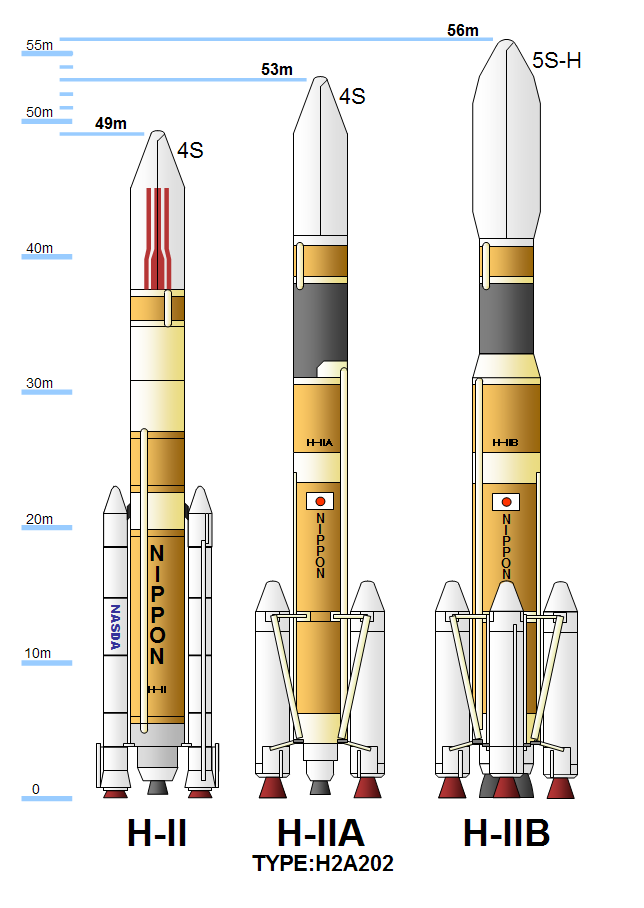
Seria H-II: H-IIA & H-IIB

Japan Aerospace Exploration Agency (独立行政法人宇宙航空研究開発機構 Dokuritsu-gyōsei-hōjin Uchū Kōkū Kenkyū Kaihatsu Kikō?, literalmente "Independent Administrative Institution on Aerospace Research and Development"), sau JAXA, este agenția spațială națională a Japoniei. JAXA a fost fondată la 1 octombrie 2003 prin fuziunea a trei organizații independente anterioare.